# Nationales Denkmal der für Frankreich gefallenen Seeleute

Mahnmal im Jahr 2022

Blick von Osten

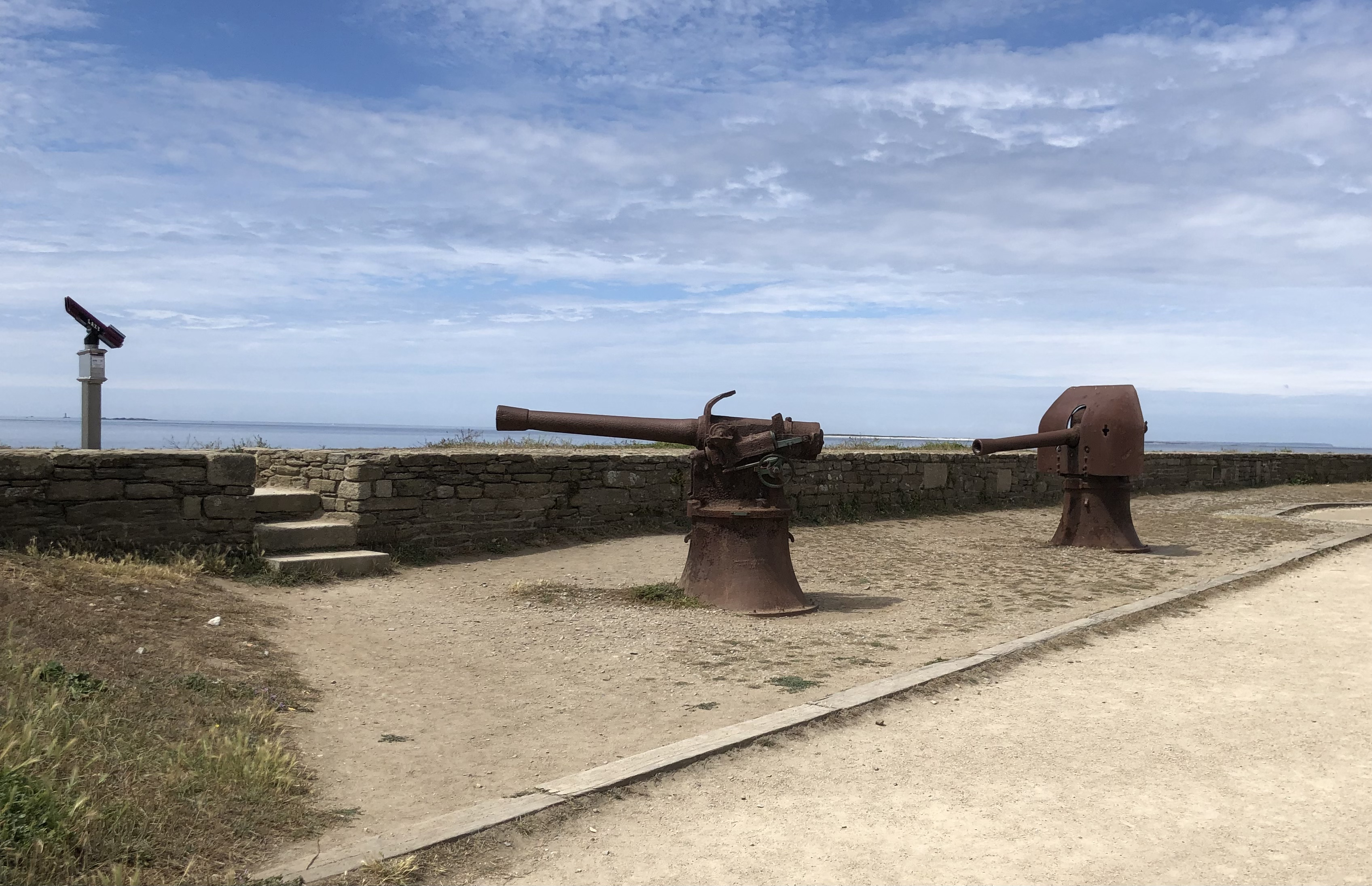
Umfeld zur See hin

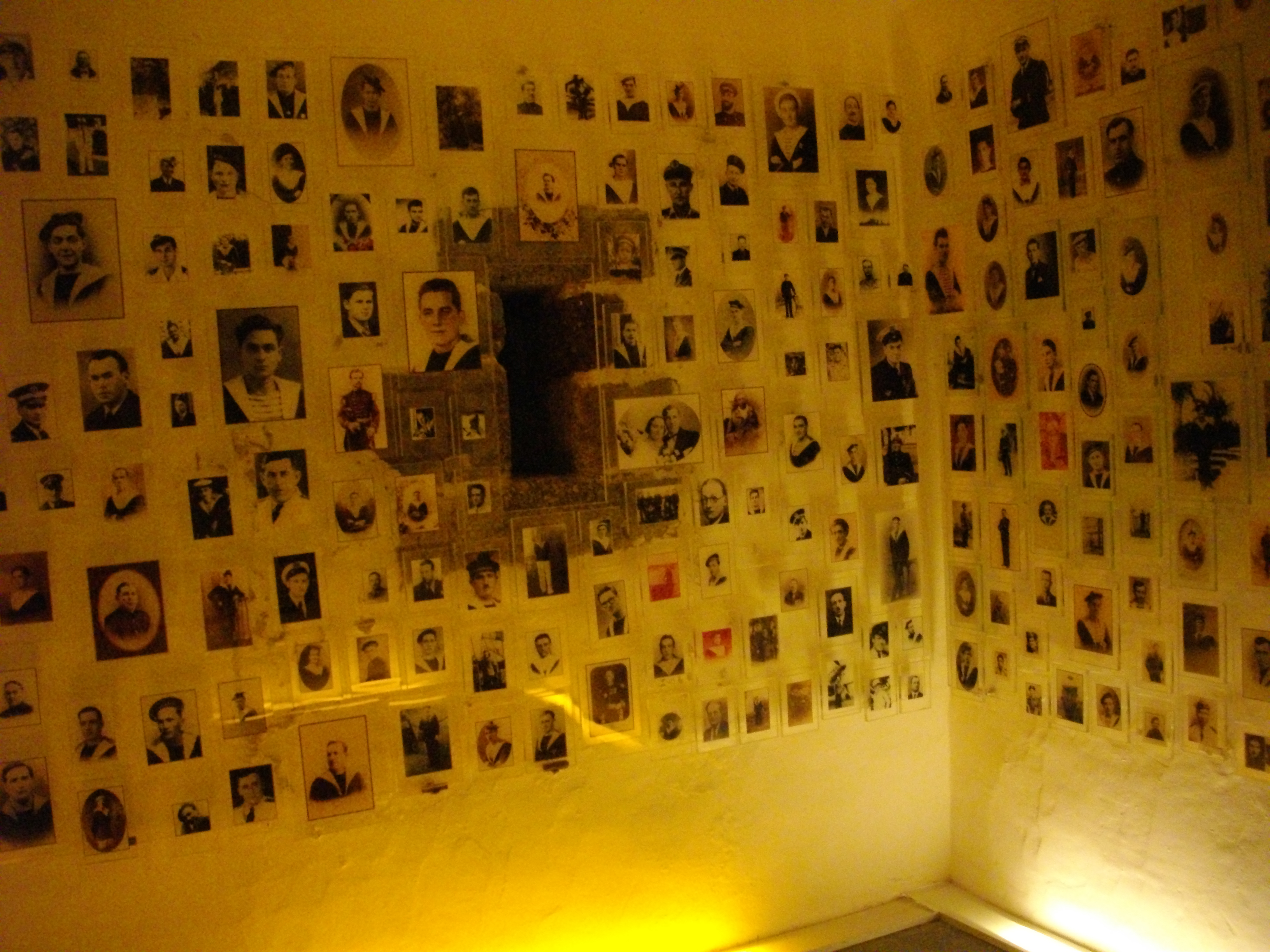
Kenotaph, 2020

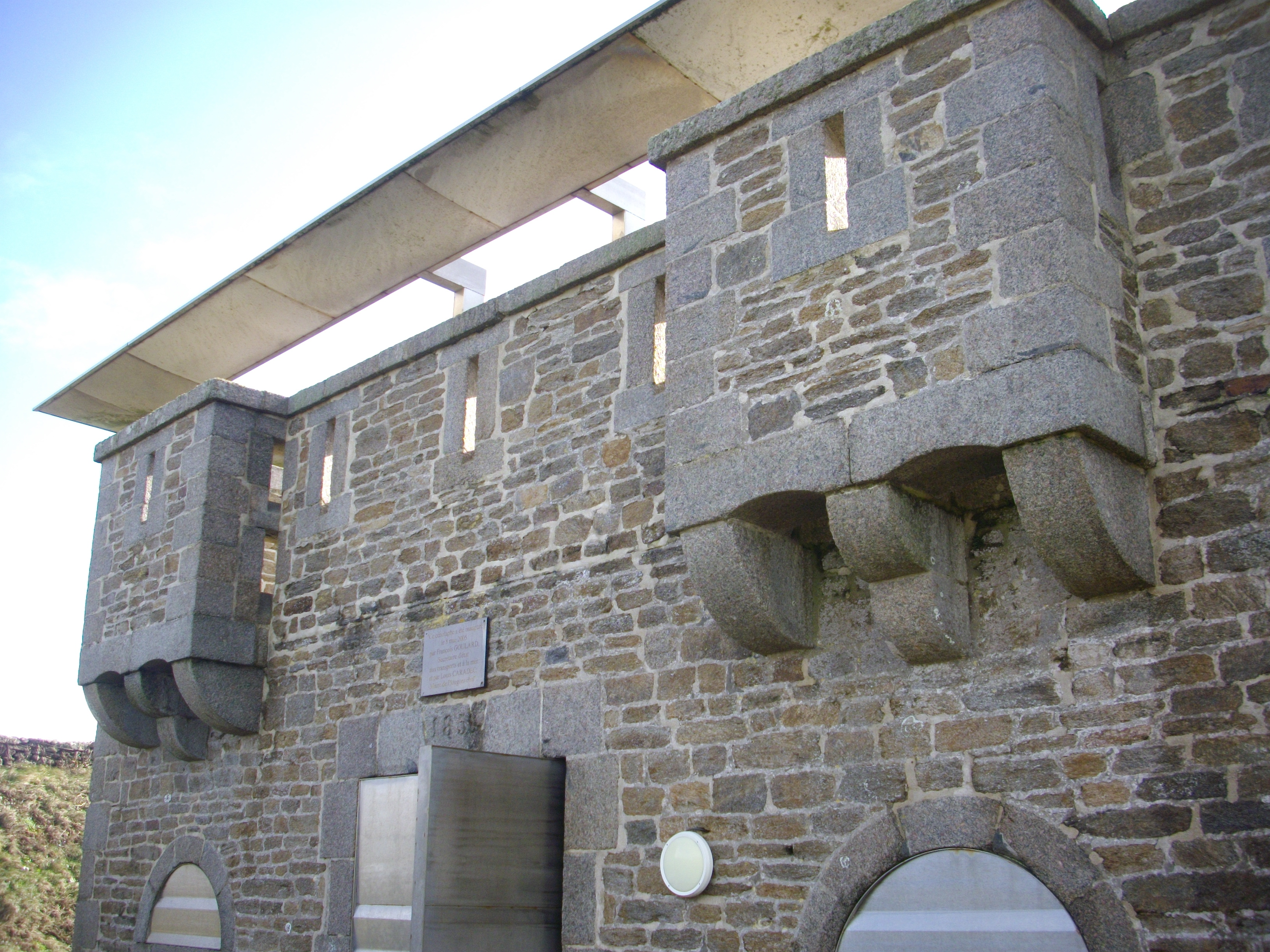
Detail der ehemaligen Küstenbatterie, 2020

Das Nationale Denkmal der für Frankreich gefallenen Seeleute (französisch Mémorial national des marins morts pour la France) ist ein denkmalgeschütztes Mahnmal für die im Ersten Weltkrieg gefallenen französischen Seeleute in der Bretagne in Frankreich.

## Lage
Das Denkmal befindet sich auf dem Gebiet der Gemeinde Plougonvelin am Kap Pointe Saint-Mathieu in der Bretagne an der Küste der Keltischen See beim Ort Saint-Mathieu.

## Geschichte
Das Mahnmal wurde auf eine Initiative des Admirals Emile Guépratte, Abgeordneter im Département Finistère, errichtet. Es sollte an einer Klippe der französischen Küste an der Kreuzung von Seewegen entstehen. Das Gesetz zur Errichtung des Mahnmals wurde am 26. Juli 1923 von Präsident Alexandre Millerand verkündet. Für das Mahnmal hatten sich der Provinzialrat von Finistère, die Gemeinden des Pays d’Iroise und Brest Métropole-Océane sowie die Gemeinden Le Conquet und Plougonvelin zusammengeschlossen. Als Bildhauer zur Erstellung des Mahnmals wurde der aus der Region Finistère stammende René Quillivic gewonnen. Die Einweihung erfolgte am 12. Juni 1927 durch den Marineminister Georges Leygues.
Im Jahr 2005 wurde eine am Mahnmal befindliche ehemalige Küstenbatterie in ein Kenotaph für die Gefallenen umgebaut. Die Einweihung erfolgte am 8. Mai 2005 in Anwesenheit des Staatssekretärs für Verkehr und Meereswirtschaft François Goulard und des Bürgermeisters von Plougonvelin, Louis Caradec.
Die Eintragung in die Liste der Monuments historiques in Plougonvelin erfolgte am 15. April 2015 unter der Nummer PA29000095 mit dem Status Inscrit, wobei sich die Eintragung auf das komplette Denkmal bezieht.

## Gestaltung
Das Mahnmal besteht aus einer 17 Meter hohen, monumentalen Stele, einer Esplanade der Erinnerung, dem Kenotaph, einem Gedenkpfad aus aufrecht stehenden Steinen, auf denen Namen vermisster Boote vermerkt sind, und zwei virtuellen Räumen, in denen Biografien von Seefahrern dargestellt werden.
Die quadratische Stele wurde aus Kersantit geschaffen. Sie ist von einer Frauenbüste mit Trauerkopfschmuck bekrönt, die den Schmerz der Hinterbliebenen symbolisiert. Es trägt nach Westen zur Seeseite hin die französischsprachige Inschrift:
Die Stele ist mit flachen Reliefdarstellungen versehen. Darüber hinaus sind die Namen französischer Marinestützpunkte vermerkt. So steht auf der Westseite:
Auf der Südseite:
Auf der Ostseite:
Auf der Nordseite: